# 富合駅

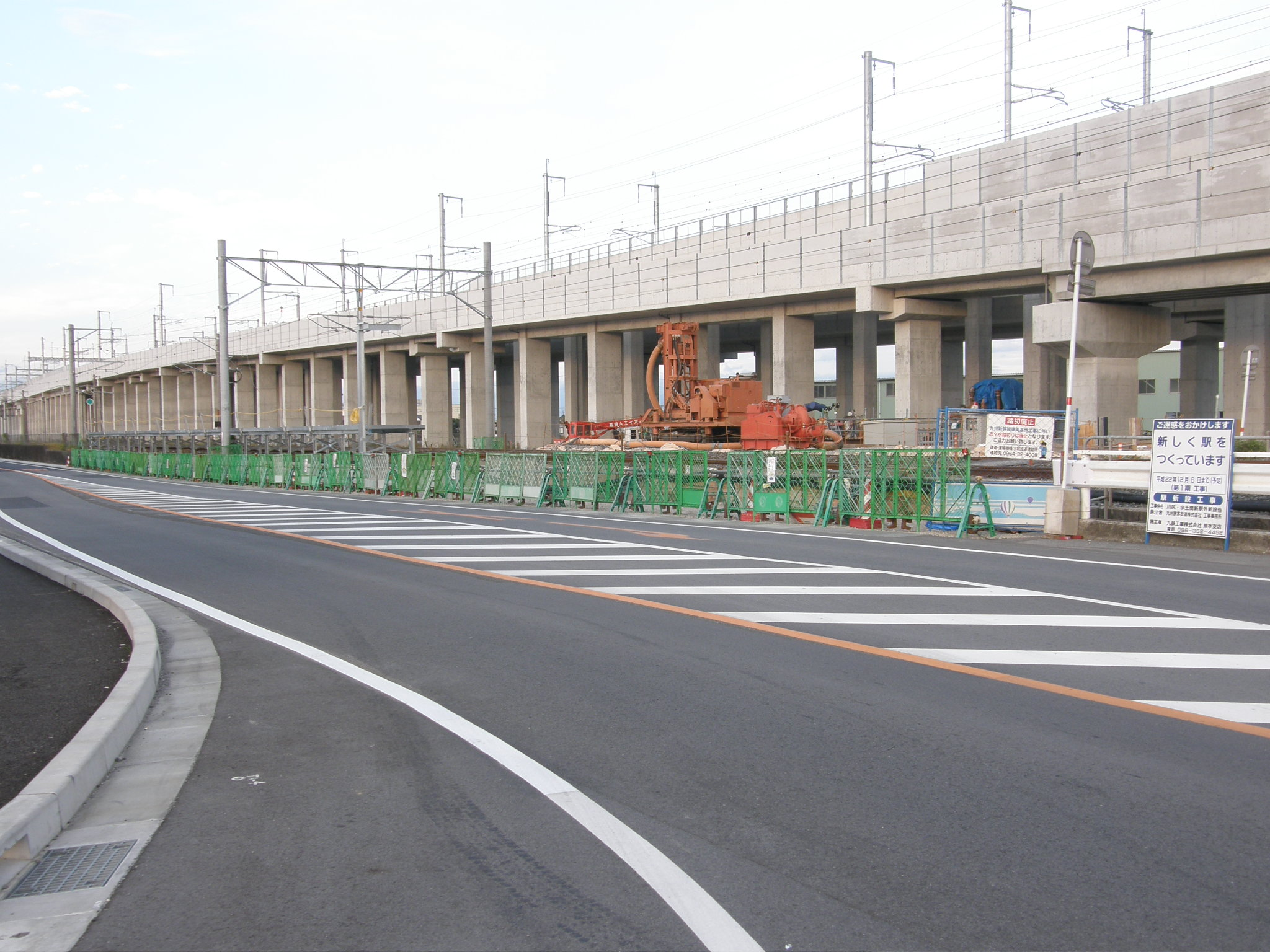
工事中の富合駅西口（2010年10月）

富合駅（とみあいえき）は、熊本県熊本市南区富合町志々水にある、九州旅客鉄道（JR九州）鹿児島本線の駅である。
宇土駅から三角線に入る「あまくさみすみ線」系統も乗入れており、利用が可能である。

## 歴史

### 年表
- 1963年（昭和38年）4月25日：川尻駅から3.3 km、宇土駅から2.2 kmの位置に浜戸川信号場が開設される[2]。
- 1970年（昭和45年）3月25日：浜戸川信号場を廃止[2]。
- 2009年（平成21年）4月9日：前日までに駅を設置することでJR九州と合意する[3]。仮称は「富合新駅」[3]。
- 2010年（平成22年）12月17日：駅名を「富合駅」（とみあいえき）とすることを発表。
- 2011年（平成23年）3月12日：開設[1][4]。
- 2012年（平成24年）12月1日：交通系ICカードSUGOCA対応[5]。

### 駅名の由来
町名（熊本市富合町）から命名された。「富合」はかつてこの地にあった守富村と杉合村が合併した際に「富」と「合」が合わさって出来た合成地名である。

## 駅構造
相対式ホーム2面2線を有する地上駅。駅舎とホームは跨線橋で連絡している。無人駅。自動券売機が設置されている。構内にトイレは無いが、駅東側ロータリーに車椅子対応公衆トイレが設置されている。

### のりば

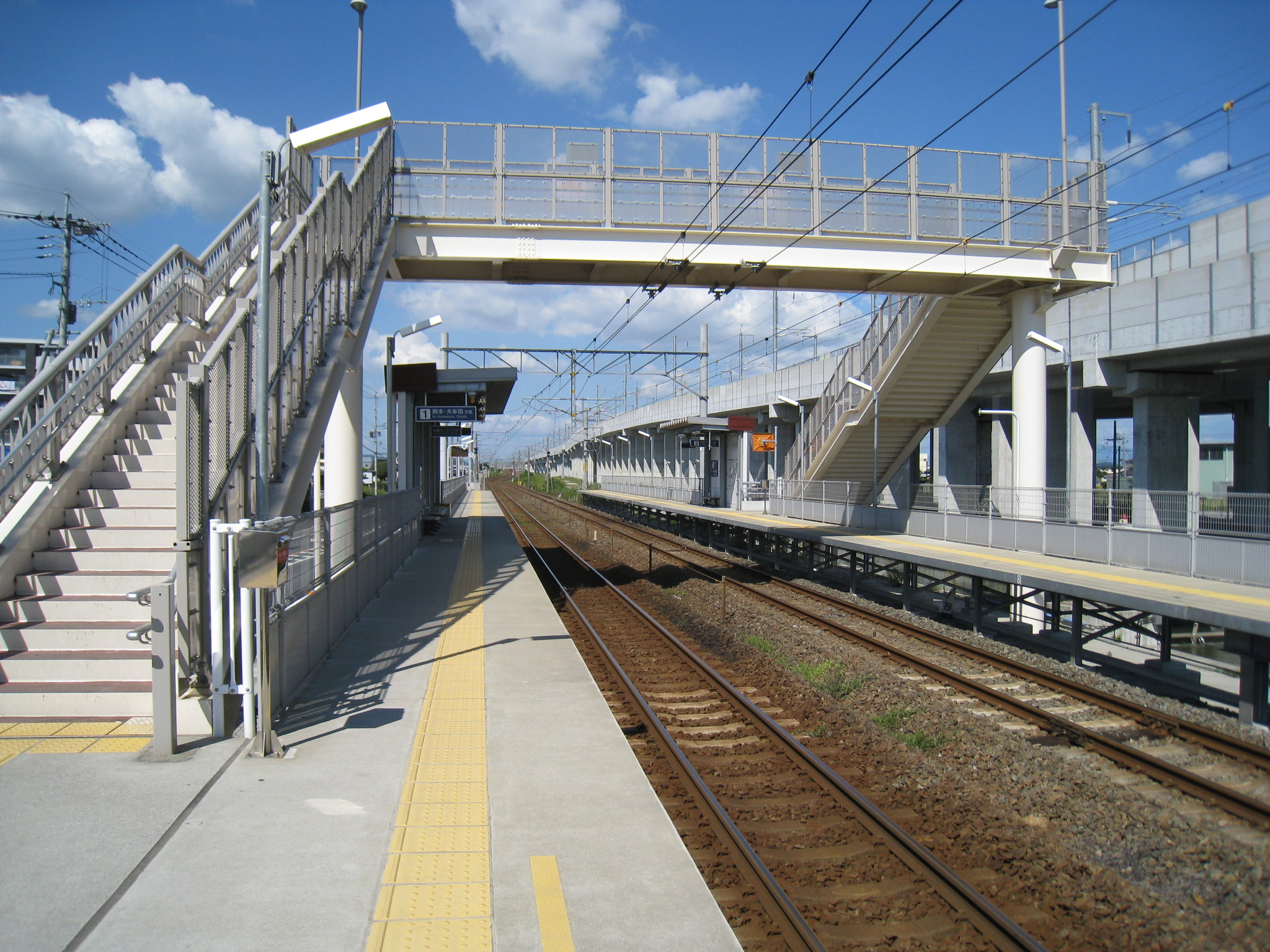
ホーム（2012年9月）

| のりば | 路線                                  | 方向 | 行先             |
| ------ | ------------------------------------- | ---- | ---------------- |
| 1      | ■鹿児島本線 （■あまくさみすみ線含む） | 上り | 熊本・大牟田方面 |
| 2      | ■鹿児島本線                           | 下り | 八代方面         |
| 2      | ■あまくさみすみ線                     | 下り | 網田・三角方面   |

- ホーム（2012年9月）

## 利用状況
JR九州のサイトで公表されている乗車人員数データに基づく。2023年度の1日平均乗車人員は742人である。
| 年度   | 1日平均 乗車人員 | 増加率 |
| ------ | ---------------- | ------ |
| 2010年 | 162              |        |
| 2011年 | 252              | 55.6%  |
| 2012年 | 344              | 36.5%  |
| 2013年 | 419              | 21.5%  |
| 2014年 | 453              | 8.1%   |
| 2015年 | 524              | 15.7%  |
| 2016年 | 554              | 5.7%   |
| 2017年 | 580              | 4.7%   |
| 2018年 | 594              | 2.4%   |
| 2019年 | 615              | 3.5%   |
| 2020年 | 500              | -18.7% |
| 2021年 | 592              | 11.8%  |
| 2022年 | 673              | 13.7%  |
| 2023年 | 742              | 10.3%  |

## 駅周辺

### 施設

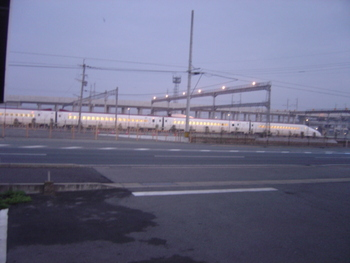
JR九州・新幹線部熊本総合車両所

- JR九州・新幹線部熊本総合車両所 - 当施設建設の見返りとして富合地区に当駅を開設することになった[1]。
- 熊本市南区役所
- セブン-イレブン熊本志々水店
- 熊本市立富合小学校
- にしくまもと病院
- ホームプラザナフコ富合店
- 熊本市消防局南消防署富合出張所

### 道路
- 熊本県道297号川尻宇土線 - 駅前を南北に走る道。
- 国道3号

## バス路線
| 停留所名                | 運行事業者              | 行先                                                                                                  | 備考                                     |
| 富合駅西（県道297号）側 | 富合駅西（県道297号）側 | 富合駅西（県道297号）側                                                                               | 富合駅西（県道297号）側                  |
| ----------------------- | ----------------------- | --- | ---------------------------------------- |
| 国町駐車場              | 産交バス                | R1-2・R1-5：桜町BT・水道町・県会議事堂（川尻駅前、川尻市道経由)R1-5：松橋産交（宇土駅前経由）         |                                          |
| 国町駐車場              | 産交バス                | R2-2：桜町BT（川尻駅前、五反田、国道経由)                                                             | 本数少。                                 |
| 富合駅南東（国道3号）側 |                         | |                                          |
| 新村                    | 産交バス                | R3-4・R3-5：桜町BT（熊農前、国道経由)R3-4・R3-5：宇土駅東口・松橋産交（ショッピングプラザ宇土前経由） | R3-4の下り運行区間は「宇土駅東口」まで。 |

## 隣の駅
九州旅客鉄道（JR九州）
■鹿児島本線・■あまくさみすみ線（三角線直通）
■区間快速・■普通
川尻駅 - 富合駅 - 宇土駅